# لين رانتالا
لين رانتالا (بالدنماركية: Lene Rantala)‏ مواليد 10 أغسطس 1968، هي لاعبة كرة يد دانمركية سابقة لعبت كحارس مرمى. مثلت منتخب الدنمارك لكرة اليد للسيدات في 226 مباراة. شاركت في دورة الألعاب الأولمبية الصيفية سنة 1996.

## الميداليات
| الميدالية | المسابقة                            |
| --------- | ----------------------------------- |
| ذهبية     | الألعاب الأولمبية الصيفية 1996      |
| ذهبية     | الألعاب الأولمبية الصيفية 2000      |
| ذهبية     | بطولة العالم لكرة اليد للسيدات 1997 |
| فضية      | بطولة العالم لكرة اليد للسيدات 1993 |
| برونزية   | بطولة العالم لكرة اليد للسيدات 1995 |
| ذهبية     | بطولة أوروبا لكرة اليد للسيدات 1994 |
| ذهبية     | بطولة أوروبا لكرة اليد للسيدات 1996 |
| ذهبية     | بطولة أوروبا لكرة اليد للسيدات 2002 |
| فضية      | بطولة أوروبا لكرة اليد للسيدات 1998 |

## روابط خارجية
- لين رانتالا على موقع الاتحاد الأوروبي لكرة اليد (الإنجليزية)
- لين رانتالا على موقع اللجنة الأولمبية الدولية (الإنجليزية)
- لين رانتالا على موقع أوليمبيديا (الإنجليزية)